# كارين إيك
كارين إيك (بالسويدية: Karin Ek)‏ (17 يونيو 1885 في السويد - 1 أكتوبر 1926 في السويد)؛ كاتِبة وشاعرة سويدية.